# 615
| [ Edytuj tabelę ]          |                                           |
| Cesarz Bizancjum           | - 610 Herakliusz 641                      |
| Cesarz Chin                | - 604 Sui Yangdi 618                      |
| Król Essexu                | - 604 Saebert 616                         |
| Król Franków               | - 584 Chlotar II 629                      |
| Cesarz Japonii             | - 592 Suiko 628                           |
| Król Kentu                 | - 560 Ethelbert I 616                     |
| Patriarcha Konstantynopola | - 610 Sergiusz I 638                      |
| Władca Korei               | - 590 Yŏngyang 618                        |
| Król Longobardów           | - 590 Agilulf 616                         |
| Papież                     | - 608 Bonifacy IV 615 - 615 Adeodat I 618 |
| Król Persji                | - 590 Chosrow II Parwiz 628               |
| Król Wizygotów             | - 612 Sisebut 621                         |

Rok 615 / DCXV
stulecia: VI wiek ~
VII wiek ~
VIII wiek

lata: 605 «
610 «
611 «
612 «
613 «
614 «
615
» 616
» 617
» 618
» 619
» 620
» 625

## Wydarzenia
- 19 września – rozpoczął się pontyfikat papieża Adeodata I.
- K’inich Janaab’ Pakal objął tron majańskiego miasta Palenque.
- Zwolennicy Mahometa, którzy uciekli z Mekki, znaleźli schronienie w afrykańskim królestwie Aksum.

## Zmarli
- 8 maja – Bonifacy IV, papież.
- 23 listopada – św. Kolumban Młodszy, opat z Luxeuil i Bobbio (jest to najpopularniejsza z wymienianych dat jego zgonu; ur. ok. 561).
- Aurazjusz z Toledo, biskup.
- Jan I Lemigius, egzarcha Rawenny.
- Seungnang, mnich buddyjski.